# Xã Scranton, Quận Bowman, Bắc Dakota
Xã Scranton (tiếng Anh: Scranton Township) là một xã thuộc quận Bowman, tiểu bang Bắc Dakota, Hoa Kỳ. Năm 2010, dân số của xã này là 67 người.